# Перегони на яках
Перегони на яках (кит.: 赛牦牛) — видовищний вид спорту, який проводиться на багатьох традиційних фестивалях Тибету, Казахстану, Киргизстану, Гілгіт-Балтистану, Ладакху та Монголії, на зборах, які поєднують популярні танці та пісні з традиційними фізичними іграми. Особливо для тибетців це особливе свято.

## Перегони
Кожен з учасників, яких зазвичай буває 10 або 12, сідає на яків, і вони біжать до протилежного кінця дистанції. Відомо, що перегони на яках також проводяться в деяких районах Казахстану, Киргизстану та на Памірі в Пакистані. Перегони досягають гарячкового темпу завдяки відчайдушності вершника і яків, які демонструють свою відвагу, щоб досягти мети.
Яки та їхні наїзники збираються на місці проведення перегонів з різних сіл області. Зараз у перегонах беруть участь близько 150 яків, тоді як у минулому їх було 50. Перегони є дуже барвистою подією, оскільки як яки, так і їхні вершники вдягаються у вражаюче привабливий одяг та прикраси: голову яків прикрашають червоні китиці, роги обгортають барвистою шовковою тканиною, вуха драпірують стрічками, а хвіст вкривають віялоподібною тканиною з тибетськими візерунками. Вершники і пастухи також одягаються в дуже барвисте вбрання, відповідне до нагоди, як символ удачі, щоб їхні яки могли виграти перше місце. Перегони мають такий же ступінь ризику, як і кінні перегони. Траса перегонів сьогодні має довжину 2000 метрів у відкритих полях, і яки долають цю відстань приблизно за 8 хвилин. Як-переможець і його наїзник отримують загальне захоплення і ставлення до них з повагою.

## У Китаї
У 2006 році перегони на яках стали невід'ємною частиною кінного фестивалю Юкундо (китайською — Юшу). Воно відбулося 20 км на південь від Джікундо поблизу невеликого містечка Батанг, де відвідали понад 20 000 людей. Для фестивалю коней у 2007 році всі 6 округів Юйшу-Тибетської автономної префектури об'єднують ресурси та фінансування, щоб забезпечити більш масштабний фестиваль під назвою Фестиваль мистецтв Кхампа (кит. Kangba Yishu Jie) у столиці префектури Юкундо з очікуваною кількістю від 40 000 до 50 000 людей відвідуваність. Перегони на яках також є невід'ємною частиною дев'ятнадцятиденного фестивалю Дарма в Г'янгцзе, і комічної родзинкою фестивалю коней Дамсунг, також відомого як Даджур.
Перегони на яках також є поширеним видом спорту в районах землеробства та тваринництва на великому тибетському плато Цинцзан. Вони щорічно проводять перегони на яках, щоб відсвяткувати гарний урожай, і моляться про гарну погоду в наступному році. Фестиваль, який раніше проводився 25 листопада, був перейменований у Фестиваль Ванго і проводиться перед сезоном збору врожаю в серпні.

## У Монголії
Традиційний фестиваль яків традиційно щорічно проводиться у північних горах Хангай у Монголії в перший і другий дні серпня біля озера Терхиїн-Цагаан-Нуур.